# Нейтральный провод
Нейтральная проводящая часть (нейтральный проводник) — это часть электроустановки, способная проводить электрический ток, потенциал которой в нормальном эксплуатационном режиме равен или близок к нулю, например корпус трансформатора, шкаф распредустройства, кожух пускателя, проводник системы уравнивания потенциалов, PEN-проводник и т.п.
Совмещённый нулевой рабочий и защитный проводник (PEN-проводник) — проводник в электроустановке до 1 кВ, совмещающий в себе функции нулевого рабочего и защитного проводников.
Нулевой рабочий проводник (N-проводник) — проводник в электроустановке до 1 кВ, предназначенный для питания однофазных электроприёмников и соединённый с заземлённой нейтралью трансформатора на подстанции.
Защитный проводник (РЕ-проводник) — проводник в электроустановке до 1 кВ, предназначенный для целей безопасности и соединяющий открытые проводящие части у потребителя с заземляющим устройством.

## Назначение
При соединении обмоток генератора и приёмника электроэнергии по схеме «звезда» фазное напряжение зависит от подключаемой к каждой фазе нагрузки. В случае подключения, например, трёхфазного двигателя, нагрузка будет симметричной, и напряжение между нейтральными точками генератора и двигателя будет равно нулю. Однако, в случае, если к каждой фазе подключается разная нагрузка, в системе возникнет так называемое напряжение смещения нейтрали, которое вызовет несимметрию напряжений нагрузки. На практике это может привести к тому, что часть потребителей будет иметь пониженное напряжение, а часть повышенное. Пониженное напряжение приводит к некорректной работе подключённых электроустановок, а повышенное может, кроме этого, привести к повреждению электрооборудования или возникновению пожара.

Соединение нейтральных точек генератора и приёмника электроэнергии нейтральным проводом позволяет снизить напряжение смещения нейтрали практически до нуля и выровнять фазные напряжения на приёмнике электроэнергии. Небольшое напряжение будет обусловлено только сопротивлением нулевого провода.

## Обозначение

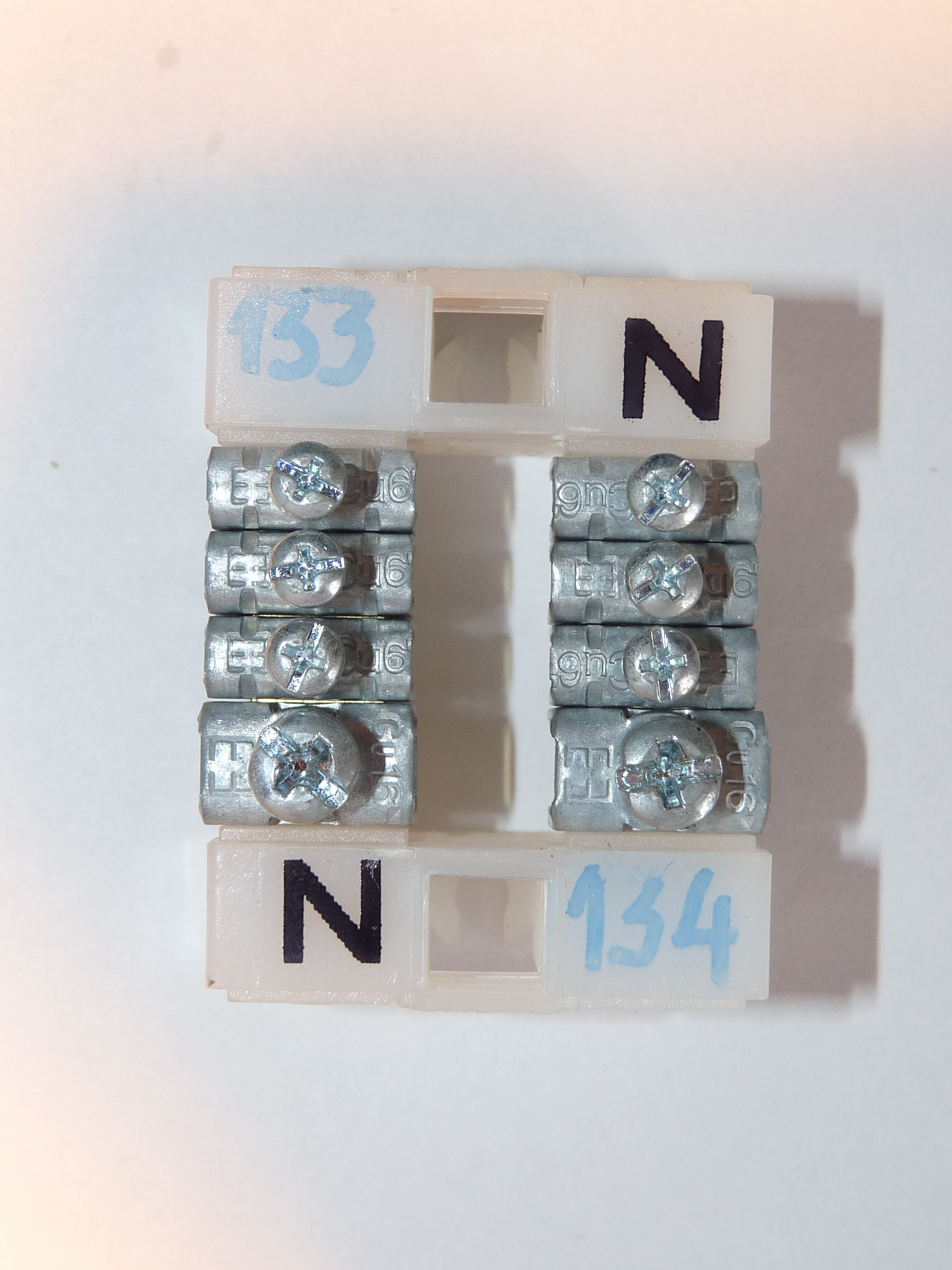
Шина для раздачи нулевых проводов.

Нулевой рабочий провод обозначается буквой N. Если нулевой рабочий провод одновременно выполняет функцию нулевого защитного провода (в системе заземления TN-C), то он обозначается как PEN. Согласно ПУЭ цвет нулевого рабочего провода должен быть голубым или бело-голубым. Такая же расцветка принята в Европе. В США цвет нулевого рабочего провода может быть серым или белым.

## Нейтраль вЛЭП
В линиях электропередачи разных классов применяются различные виды нейтралей. Это связано с целевым назначением и различной аппаратурой защиты линии от короткого замыкания и утечек. Нейтраль бывает глухозаземлённая, изолированная и эффективно заземлённая.

### Эффективно заземлённая нейтраль
Применяется в линиях напряжением до 1000 В, при небольшой длине ЛЭП и большом количестве точек подключения потребителей. Потребителю приходят 3 фазы и ноль, подключение однофазной нагрузки осуществляется между фазой и нулевым проводом (нейтралью). Нулевой провод генератора также заземлён.

### Изолированная нейтраль
Применяется в линиях с напряжением свыше 1000 В до 110 кВ, такие линии имеют среднюю протяжённость и сравнительно небольшое число точек подключения потребителей, которыми обычно являются ТП в жилых районах и мощные машины фабрик и заводов. 

В линиях на 50 кВ может применяться как изолированная, так и эффективно заземлённая нейтраль.

### Глухозаземлённая нейтраль
Применяется на протяжённых линиях с напряжением от 110 кВ (п. 1.2.16 ПУЭ). Электрические сети напряжением 220 кВ и выше должны работать только с глухозаземлённой нейтралью.